# Lí Cảng

Vị trí tại Bình Đông

Lý Cảng (tiếng Trung: 里港鄉; bính âm: Lǐgǎng Xiāng) là một hương (xã) của huyện Bình Đông, tỉnh Đài Loan, Trung Hoa Dân Quốc (Đài Loan). Hương thuộc vùng đồng bằng Bình Đông và có địa hình bằng phẳng. Diện tích đạt 68,9208 km², dân số vào tháng 8 năm 2011 là 25.701 người thuộc 7.895 hộ gia đình, mật độ cơ trú đạt 372,9 người/km².